# Modchip

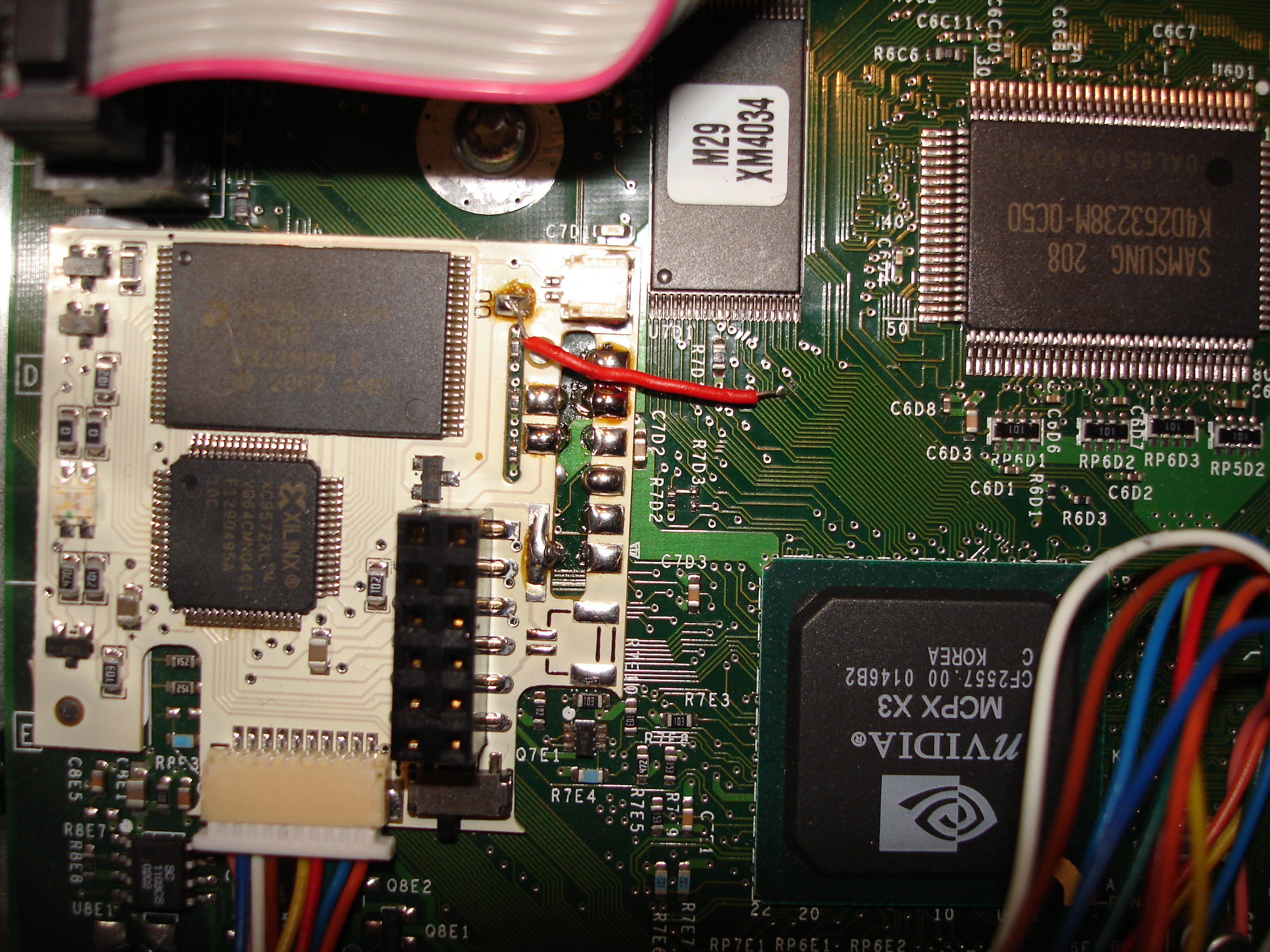
Un modchip blanc consolidé sur une console Xbox.

Un modchip (aussi appelé puce) est un circuit intégré permettant de jouer à des copies de jeux vidéo (backup) ainsi que de faire tourner des programmes amateurs (homebrew) sur la plupart des consoles de salon telles que la PlayStation 2, la Xbox, la GameCube, et la Wii, entre autres. Il existe également des puces pour les consoles portables comme la PSP, la première est l'Undiluted Platinum.

## Histoire
Les modchips commencent à émerger à l'aide de la popularité de la console PlayStation, et de la disponibilité croissante des graveurs de CD. À cette période, la fonctionnalité du modchip ne se résumait qu'à l'utilisation de médias vidéoludiques copiés et importés. Au fil des années, le modchip se modernise et présente des modifications plus sophistiquées permettant l'utilisation de programmes amateurs (homebrew), notamment. Durant les années 2000, et avec le développement des services en ligne intégrés aux consoles, certains fabricants décident de bannir les consoles non réglementées et pucées aux termes et conditions de leurs services.

## Fonction
L'installation d'un modchip permet la modification de certaines fonctionnalités d'une console de jeu vidéo. Il s'agit également d'un moyen pour les joueurs de repousser les limites imposées par leurs fabricants. Les modchips sont utilisés pour tous types de consoles, et pour diverses raisons. Ces raisons peuvent impliquer les blocages régionaux selon les territoires, et les mécanismes de protection des consoles.

## Légalité
De nombreux pays ont adopté des lois concernant l'utilisation de ce type de circuit intégré. Aux États-Unis, ces puces sont considérées comme illégales par le DMCA. La plupart des fabricants de consoles de jeux vidéo dans le monde sont du même avis. En France, depuis l'adoption de la loi Dadvsi en 2006, ces dernières sont d'autant plus considérées illégales de manière indirecte puisqu'il n'est plus autorisé à quiconque possédant même une copie originale d'un bien numérique de contourner les systèmes anti-copie instaurés sur ceux-ci. D'autres pays, comme le Royaume-Uni, interdisent également la vente de ce type de circuit. Néanmoins, des pays tels que l'Italie et l'Espagne,, ont légalisé la vente des modchips.